# 明治神宮野球大会 高校の部 (徳島県勢)
明治神宮野球大会高校の部における徳島県勢の成績について記す。

## 大会結果
| 大会（年度）         | 代表校                  | 試合結果 | 試合結果           | 備考        |
| -------------------- | ----------------------- | -------- | ------------------ | ----------- |
| 第6回大会（1975年）  | 徳島商（初出場）        | 2回戦    | ○ 10 - 0 高岡商    | 7回コールド |
| 第6回大会（1975年）  | 徳島商（初出場）        | 準決勝   | ○ 2 - 0 比叡山     |             |
| 第6回大会（1975年）  | 徳島商（初出場）        | 決勝     | ○ 5 - 0 自動車工   |             |
| 第10回大会（1979年） | 鳴門（初出場）          | 2回戦    | ○ 5 - 0 東洋大姫路 |             |
| 第10回大会（1979年） | 鳴門（初出場）          | 準決勝   | ○ 2 - 0 東北       |             |
| 第10回大会（1979年） | 鳴門（初出場）          | 決勝     | ● 2 - 3 東海大三   |             |
| 第15回大会（1984年） | 徳島商（9年ぶり2回目）  | 1回戦    | ● 6 - 9 松商学園   | 延長10回    |
| 第24回大会（1993年） | 小松島西（初出場）      | 1回戦    | ● 3 - 4 富士学苑   |             |
| 第33回大会（2002年） | 徳島商（18年ぶり3回目） | 1回戦    | ● 2 - 4 遊学館     |             |
| 第36回大会（2005年） | 小松島（初出場）        | 2回戦    | ● 3 - 7 履正社     |             |
| 第42回大会（2011年） | 鳴門（32年ぶり2回目）   | 2回戦    | ● 3 - 5 北照       | 延長11回    |